# Tachina longiventris
Tachina longiventris là một loài ruồi trong họ Tachinidae.